# فالنتينو سالا
فالنتينو سالا (بالإيطالية: Valentino Sala)‏ (8 أكتوبر 1908 في إيطاليا - 27 ديسمبر 2002 في إيطاليا) هو مدرب كرة قدم ولاعب كرة قدم إيطالي في مركز الوسط. لعب مع إنتر ميلان ونادي بيزا ونادي جنوى ونادي مونزا وVigevano Calcio ‏ وإتحاد ميلان الرياضي وAC Meda 1913 ‏.

## وصلات خارجية
- فالنتينو سالا على موقع قاعدة بيانات كرة القدم.إي يو (الإنجليزية)
- فالنتينو سالا على موقع عالم كرة القدم.نت (الإنجليزية)